# ژوزف فوشه
ژوزف فوشه (به فرانسوی: Joseph Fouché) دولت‌مرد، انقلابی و وزیر نظمیه دولت ناپلئون بود که از سوی سلطنت‌طلب‌ها، عنوان شاه‌کش گرفت؛ چون در اعدام لویی شانزدهم نقش داشت.
او مسئول دستگاه پلیسی ناپلئون، و سرکوب کردن مخالفان را عهده‌دار بود. همچنین در استعفای دوم ناپلئون نقش اصلی را ایفا کرد.